# Poliția de proximitate
Poliția de Proximitate este o secție a Poliției Române, parte din departamentul de Ordine publică al Poliției Române. Poliția de proximitate are ca scop acțiuni preventive de asigurare a ordinii publice prin implicarea directă în problemele comunității și în depistarea potențialelor arii ce pot genera tulburări a ordinii publice. 
Proximitatea se realizează prin parteneriatul între poliție și cetățeni, unități școlare, biserică, medii de afaceri, organizații neguvernamentale, autorități publice locale, etc, în scopul rezolvării problemelor cu impact direct asupra vieții sociale, al creării unui climat de siguranță civică, contribuind astfel la îmbunătățirea calității vieții cetățenilor.

## Rolul polițistului de proximitate
- Se află zilnic, cel puțin câteva ore, pe teren având rolul de a asculta problemele cetățenilor din aria care îi este arondată și de a oferi soluții de rezolvare conflictelor sau stărilor potențial tensionate.
- Acționează ca o persoană de legătură între cetățeni și instituțiile abilitate să soluționeze cererile legitime ale acestora.
- Se implică în conflictele dintre vecini și poate media aceste conflicte fiind un negociator profesionist și având avantajul cunoașterii legislației în domeniu.
- Îi ajută pe bătrâni sau pe cei cu handicap fizic ori mental să se ferească de infractori sfătuindu-i cu privire la acțíunile pe care aceștia trebuie să le ia pentru a nu deveni victime.
- Este un bun consilier pe probleme cetățenești.
- Participă la cererea unităților de învățământ la acțiuni de popularizare a modalităților de prevenire a abuzurilor sau infracțiunilor, acțiuni de popularizare a riscurilor generate de utilizarea drogurilor.

## Contact
- Există un polițist de proximitate arondat mai multor străzi/cartiere
- Pentru fiecare stradă există un polițist de proximitate arondat. Acesta Lucrează la unitatea de poliție (secție, poliție municipală, poliție orășenească) pe raza căreia domiciliați.
- Datele de contact ale polițistului de proximitate care este arondat străzii dvs. pot fi găsite accesând site-ul unității de politie din raza locuinței dvs.
- Telefon de contact în caz de urgență 112.

## Agenții poliției de proximitate București și împărțirea pe străzi
| Sector 1 | Sector 2 | Sector 3  | Sector 4  | Sector 5  | Sector 6  |
| -------- | -------- | --------- | --------- | --------- | --------- |
| Secția 1 | Secția 6 | Secția 10 | Secția 14 | Secția 17 | Secția 20 |
| Secția 2 | Secția 7 | Secția 11 | Secția 15 | Secția 18 | Secția 21 |
| Secția 3 | Secția 8 | Secția 12 | Secția 16 | Secția 19 | Secția 22 |
| Secția 4 | Secția 9 | Secția 13 | Secția 26 | Secția 24 | Secția 25 |
| Secția 5 | ...      | Secția 23 | ...       | ...       | ...       |